# Mohu
Mohu – wieś w Rumunii, w okręgu Sybin, w gminie Șelimbăr. W 2011 roku liczyła 697 mieszkańców.